# Хетеросексуалност
Хетеросексуалност је сексуалност која је усмерена ка особи супротног пола. Појам обухвата емоције, потребе, жеље, интересовања и осећања, као и сексуално понашање индивидуа које за партнера имају особу супротног пола. Овај појам се најчешће односи на људе, али се исти концепт може применити на све сисаре. У жаргону се хетеросексуалци називају стрејт особама. Као сексуална оријентација, хетеросексуалност је „трајни образац емоционалних, романтичних и/или сексуалних привлачности“ за особе супротног пола; то се „такође односи на нечији осећај идентитета заснован на тим привлачностима, повезаним понашањима и чланству у заједници других који деле те привлачности.“ Неко ко је хетеросексуалац се обично назива стрејт.
Заједно са бисексуалношћу и хомосексуалношћу, хетеросексуалност је једна од три главне категорије сексуалне оријентације унутар хетеросексуално-хомосексуалног континуума.. У свим културама, већина људи је хетеросексуална, и хетеросексуална активност је далеко најчешћи тип сексуалне активности.
Научници не знају тачан узрок сексуалне оријентације, али претпостављају да је она узрокована сложеном интеракцијом генетских, хормоналних и утицаја околине, и не виде то као избор. Иако ниједна теорија о узроку сексуалне оријентације још није добила широку подршку, научници фаворизују теорије засноване на биологији. Постоји знатно више доказа који подржавају несоцијалне, биолошке узроке сексуалне оријентације него социјалне, посебно за мушкарце.

## Дефиниције
Старогрчка реч ἕτερος значи различит. Реч хетеросексуалност се појавила када је Карл-Марија Кертбењи 1868. смислио термин хомосексуалност, и то да би означила њену супротност. Овај придев се први пут појавио у штампаном делу 1880. Израз хетеросексуалност означава: сексуалну оријентацију особе ка особама супротног пола (на пример, говори се о женској хетеросексуалности ако је сексуално наклоњена појединим мушкарцима), самоидентификацију особе као хетеросексуалне у смислу сексуалног идентитета, и практиковање сексуалног чина између различитих полова.
Тренутна употреба термина хетеросексуалац има своје корене у широј традицији таксономије личности из 19. века. Термин хетеросексуалац је сковао Карл Марија Кертбени уз реч хомосексуалац 1869. године. Термини нису били у тренутној употреби током касног деветнаестог века, али су их поново увели Ричард фон Крафт-Ебинг и Алберт Мол око 1890. године. Именица је ушла у ширу употребу од раних 1920-их, али је у општу употребу ушла тек 1960-их. Колоквијално скраћивање „хетеро” је посведочено од 1933. Апстрактна именица „хетеросексуалност” први пут је забележена 1900. године. Реч „хетеросексуалац“ је наведена у Меријам-Вебстеровом Новом међународном речнику 1923. године као медицински термин за „морбидну сексуалну страст према особи супротног пола“; међутим, 1934. године у њиховом Другом нескраћеном издању то је дефинисано као „манифестација сексуалне страсти према супротном полу; нормална сексуалност”.
У ЛГБТ сленгу, термин одгајивач је коришћен као омаловажавајућа фраза за исмевање хетеросексуалаца. Хипоними за хетеросексуалац укључују хетерофлексибилан.
Реч се може неформално скратити на „хетеро“. Термин стрејт је настао као геј сленг термин за хетеросексуалце средином 20. века, који на крају долази од фразе „ићи право“ (као у „равно и уско“), или престати да се бавиш хомосексуалним сексом. Једна од првих употреба речи на овај начин била је 1941. од стране аутора Џ. В. Хенрија. Хенријева књига се тицала разговора са хомосексуалним мушкарцима и користила је овај израз у вези са људима који су идентификовани као бивши гејеви. Сада је то једноставно колоквијални израз за „хетеросексуалац”, који се током времена променио у погледу примарног значења. Неки се противе употреби термина стрејт зато што он имплицира да су хомосексуалци искривљени.

## Демографија
У свом прегледу литературе из 2016, Бајли et al. изјавили су да „очекују да је у свим културама велика већина појединаца сексуално предиспонирана искључиво за други пол (тј. хетеросексуална)“ и да нема убедљивих доказа да је демографија сексуалне оријентације много варирала у зависности од времена или места. Хетеросексуална активност између само једног мушкарца и једне жене је далеко најчешћи тип социосексуалне активности.
Према неколико великих студија, 89% до 98% људи је имало само хетеросексуални контакт током свог живота; али овај проценат пада на 79-84% када су било истополна привлачност или понашање су пријављени.
Једна студија из 1992. је објавила да је 93,9% мушкараца у Британији имало само хетеросексуално искуство, док је у Француској тај број пријављен на 95,9%. Према анкети из 2008. године, 85% Британаца има само сексуални контакт са супротним полом, док се 94% Британаца изјашњава као хетеросексуалци. Слично, истраживање британског Уреда за националну статистику (ONS) из 2010. показало је да се 95% Британаца идентифицирало као хетеросексуално, 1,5% Британаца се изјаснило као хомосексуално или бисексуално, а посљедњих 3,5% дало је нејасније одговоре као што је „не знам“, „друго“, или није одговорио на питање. У Сједињеним Државама, према извештају Института Вилијамс из априла 2011,96 % или приближно 250 милиона одрасле популације је хетеросексуално.

## Теорије
У теорији психоанализе хетеросексуалност се разликује од хомосексуалности у избору објекта. Стога се може сматрати као њена супротност. Дефинисати хетеросексуалност саму по себи је тежи задатак. Критеријум биолошке репродукције се намеће као очигледан, али то није системски потпуно објашњење. Класична психоаналитичка школа сматра хетеросексуалниост као завршну фазу у сексуалном развоју јединке, при чему се репродукција сматра њеним врхунским циљем. 
Историја хетеросексуалности се преплиће са историјским развојем породичних односа и владајућом демографском политиком. Брига о деци је кроз историју била превасходно женски задатак, материнство је било једини одраз њиховог идентитета, тако да је за феминистички покрет патријархална хетеросексуалност представљала оружје којим је одржаван потчињени положај жене. 
Хетеросексуалност се у биологији појављује као нагон за сексуалним спајањем са јединкама другог пола и потврђивање своје полне улоге, при чему је овај нагон код људи углавном раздвојен од репродукционог инстинкта. Примери за то су: стерилитет, контрацепција, алтернативне форме секса и апстиненција.